# Anubis (Stargate)

Anubis tal como era representado en el Antiguo Egipto.

Anubis es un personaje de ficción de la serie de televisión de ciencia ficción Stargate SG-1. Es uno de los Goa'uld, la raza maligna que domina la galaxia. Como todos los Goa'ulds poderosos, ha asumido la personalidad de la deidad Anubis del Antiguo Egipto (posiblemente basado en su mitología).
Anubis, debido a su existencia puramente espiritual y de conciencia ha sido visto sólo a través de otros personajes y nunca bajo su auténtica apariencia. Por eso ha sido interpertado por numerosos actores, incluyendo David Palffy, Dean Aylesworth, Rik Kiviaho y George Dzundza. Palffy había interpretado previamente a Sokar en Stargate SG-1, otro poderoso Goa'uld que era considerado mucho peor que la mayoría de su raza.
Los Goa'uld son pequeños seres parasitarios que toman el control del cerebro de otras especies que sirven de anfitriones, normalmente eligen a los humanos para esto. Así, todos lo Goa'uld lucen como humanos superficialmente. Anubis es una excepción a esto, debido a su existencia semi-etérea.
Comandante de vastas legiones de Jaffa y naves estelares de ataque (Ha'taks), Anubis es reconocido como un Señor del Sistema, es decir, que es uno de los pocos poderosos entre los Goa'uld. Sus contrincantes principales son Baal y otras falsas deidades. 
Anubis aparece a veces bajo la forma de una figura sombría que viste una túnica negra. En vez de un rostro humano, todo lo que puede verse debajo de la capucha es un campo de fuerza similar al horizonte de eventos del Stargate. Esto es porque Anubis siendo un ser ascendido no puede mantener una forma física, y debe usar un complejo campo de fuerza para tener una forma que entre en la túnica. Posteriormente en la serie, Anubis comenzará a poseer otros cuerpos para aparecerse.
Mientras todos los Goa'uld son megalomaníacos, egoístas y arrogantes, Anubis es mucho más inteligente que la mayoría y tiene una mente capaz de elaborar las más complejas estrategias. Notablemente, es famoso también por ser mucho más melodramático que el resto de los Goa'uld, llegando al punto en que el coronel O'Neill remarcara en un momento, "Oh, come on. Who talks like that?" (Oh, vamos, ¿quién habla así?)
Durante el curso de su plan de conquista galáctica, los logros más significativos de Anubis incluyen: la destrucción de una nave Asgard, la creación de un nuevo tipo de guerrero, prácticamente indestructible, (conocidos como Guerreros Kull entre los Goa'uld y como 'Super soldados' para los Tau'ri), la destrucción de la civilización Tollana así como la casi total destrucción de la Tok'ra, y la construcción de una superarma al estilo de la Estrella de la muerte capaz de destruir planetas enteros como Abydos.
Si bien en un comienzo los Señores del Sistema aceptaron a Anubis entre sus filas (de hecho lo hicieron formalmente por votación ganando seis contra uno, siendo Yu el único en contra y con Osiris como representante de Anubis), eventualmente reunieron fuerza para oponérsele primero bajo el mando de Yu, y luego de Baal; incluso hicieron una alianza no muy gustosos con la Tierra. Esta alianza tuvo éxito en destruir a la nave destruye-planetas de Anubis, pero Anubis seguía controlando recursos significantes con los que luchar contra sus enemigos.
Anubis finalmente lanzó un ataque directo contra la tierra usando más de treinta naves Ha'tak hacia el final de la séptima temporada (Episodio "Lost City"). Su ataque inicial resultó en la destrucción de una porción importante de las fuerzas militares de la tierra, pero él y su flota fueron finalmente incinerados cuando Jack O'Neill (quien poseía el gen de los Antiguos) usó la plataforma armada de Los Antiguos en la Antártida para defender a la Tierra.
Debido a su naturaleza semi-ascendida e inmaterial Anubis sobrevivió a la destrucción de su flota e intentó retornar al poder después de aterrizar forzosamente en la Tierra. Efectivamente, era imposible matarlo. Él se manifestó como una energía casi invisible que poseyó a varios miembros del Comando Stargate hasta que finalmente logró escapar a través del Stargate en el cuerpo de un oficial ruso Alexi Vaselov, pero solo para encontrarse en medio de un remoto planeta congelado después de que Samantha Carter había cambiado su destino a último momento.
Casi un año después de haber caído en el planeta helado, Anubis de algún modo escapó (se presume flotando a través del espacio, durante mucho tiempo o mediante otro cuerpo encontrado en el planeta, pudiendo escapar por el Stargate), y reclamó a su flota y a su ejército de supersoldados Guerreros Kull que Baal había tomado. No está claro cuánto tiempo pudo Baal disfrutar de la galaxia sin Anubis, pero cuando Anubis regresó, secretamente tomó dominio sobre Baal, y se consagró nuevamente como el más poderoso de los Señores del Sistema]. Sólo se pudo descubrir que Anubis estaba vivo y poderoso hacia el final de la octava temporada (episodio "Reckoning").
Durante la invasión de los Replicantes a la Vía Láctea, Anubis descubrió que una super arma de los Antiguos en Dakara podría ser usada no sólo para destruir a los replicantes sino también para eliminar toda forma de vida en la galaxia. Aún después de que los replicantes fueran vencidos gracias al esfuerzo combinado del SG-1, Baal, los Jaffa libres y Daniel Jackson, Anubis continuó con su plan de activar el arma y destruir toda la vida en la galaxia de modo de poder reconstruirla a su gusto. 
Finalmente, en medio de la batalla para tomar el super arma de Dakara, Anubis desapareció, causando que sus soldados se detuvieran. Esto ocurrió porque mientras Daniel Jackson decidía si ascender por segunda vez (luego de su muerte a manos de la replicante Carter) se dio cuenta de que las formas ascendidas de Anubis y de Oma Desala estaban en su presencia; Daniel convenció a Oma para que luchara contra Anubis, previniendo que continuara con sus planes en el mundo de los no ascendidos. Si bien ni Oma ni Anubis podrían triunfar uno sobre el otro, mientras Oma continúe en su batalla contra Anubis en el plano de los ascendidos, él sólo puede luchar con ella, no pudiendo regresar al plano de los mortales, por el resto de la eternidad. 